# Base d'aéronautique navale de Lann-Bihoué
 (juin 2013).
Si vous disposez d'ouvrages ou d'articles de référence ou si vous connaissez des sites web de qualité traitant du thème abordé ici, merci de compléter l'article en donnant les références utiles à sa vérifiabilité et en les liant à la section « Notes et références ».
La base d'aéronautique navale de Lann-Bihoué ou BAN Lann-Bihoué est une base d'aéronautique navale de la Marine nationale française, située sur l'aérodrome de Lorient - Lann-Bihoué (code IATA : LRT • code OACI : LFRH) à Ploemeur, à 9 km à l'ouest de Lorient (Morbihan).

## Historique

### Prémices
L'histoire de l'aviation maritime lorientaise commence en 1912, avec la création du premier comité d'aviation qui organise des manifestations en faveur de l'aviation maritime.
À la suite du succès de ces manifestations, le Ministre de la Marine promet de donner le nom de "Ville de Lorient" à l'un des 12 hydroplans qui seront commandés en avril 1914.
Au cours du premier conflit mondial, pour surveiller le trafic maritime, les mouvements de sous-marins et la présence de mines, les côtes françaises sont divisées en secteurs de défense et le centre aéro-maritime de Lorient (CAML), mettant en œuvre des hydravions et des ballons captifs est créé en avril 1917, sur la rive gauche du Scorff, au lieu-dit de la "Pointe du Malheur".
En juin 1917, le CAML fait partie des « patrouilles aériennes de la Loire » et assure la surveillance du secteur allant de la pointe de Penmarc'h à l'embouchure de la Loire. Il est dissous en décembre 1920 et son personnel est affecté au CAM Brest.

### Jusqu'à la Seconde Guerre mondiale
De 1920 à 1925, l'activité aéronautique reprend à Lorient en été, lors des exercices généraux mettant en œuvre les escadres de la Méditerranée, du Nord, les hydravions d'Hourtin, de Brest et de Cherbourg.
À compter du 10 juillet 1925, Lorient devient « une simple base d'exercice », assurant l'entraînement des pilotes.
En 1933, la chambre de commerce cherche à implanter un terrain d'aviation dans le Morbihan.
Les débuts de l'aviation à terre à Lann Bihoué remontent à 1938. À l'époque, un aéro-club utilise une petite plate-forme à la croisée des deux pistes actuelles. Le nom de la base provient du hameau de Bihoué qui se situait à cet endroit. Bihoué, ou Bezehoi, vient du breton Bezvhoed signifiant la « Boulaie ».
Ne pouvant assumer les dépenses de l'aérodrome, la chambre de commerce vend en 1939 42 hectares à la Marine pour l'aéronautique navale. Le projet de base aéronavale est interrompu par l'armistice de 1940.
Dès leur arrivée en 1940, les Allemands s'intéressent au site et entreprennent de relancer le projet en l'élargissant considérablement à 1 200 hectares sur les communes de Guidel, Ploemeur et Quéven. À partir de mars 1941, ils débutent la construction d'une importante base comprenant deux pistes de 2 000 mètres, des parkings très dispersés, de nombreux abris et hangars dont certains existent toujours.
À fin 1941, la base, qui s'appelle alors Kerlin-Bastard, accueille des Messerschmitt Bf 109, Heinkel He 111, Focke-Wulf Fw 200, Junkers Ju 88, Bücker Bü 131 et Fieseler Fi 156. Ses missions étaient la protection des sous-marins de la Kriegsmarine entrant et sortant de la base sous-marine de Lorient, le flux logistique avec l'Allemagne, les relèves d'équipages des U-Boote et l'attaque des convois alliés au large de l'Irlande.
En juin 1942 la base compte une centaine d'avions. À la suite du débarquement allié, l'activité aérienne décline. Les troupes allemandes sur place freinent l'avancée des troupes alliées vers Lorient et compromettent la libération du secteur en créant une poche de défense pendant 9 mois jusqu'à la fin des hostilités.
Le 10 mai 1945, les 16 000 soldats allemands toujours sur place se rendent.

### Après la Seconde Guerre mondiale
L'Armée de l'air française prend possession du terrain et entreprend sa remise en état.
À partir de 1951, l’escadrille 1S et la flottille 10F de patrouille maritime y stationnent, avec des Avro Lancaster. En août 1953, la flottille 25F s’installa également sur le site du «Poullo».
À partir du 1er août 1954, la flottille 24F quitte l'Indochine pour rejoindre la BAN de Lann-Bihoué, où elle effectue des missions de surveillance du littoral Atlantique.
L’escadrille 56 S rapatriée d’Agadir en 1960 s’installe d’abord à Lorient avant de rejoindre Nîmes en 1964.

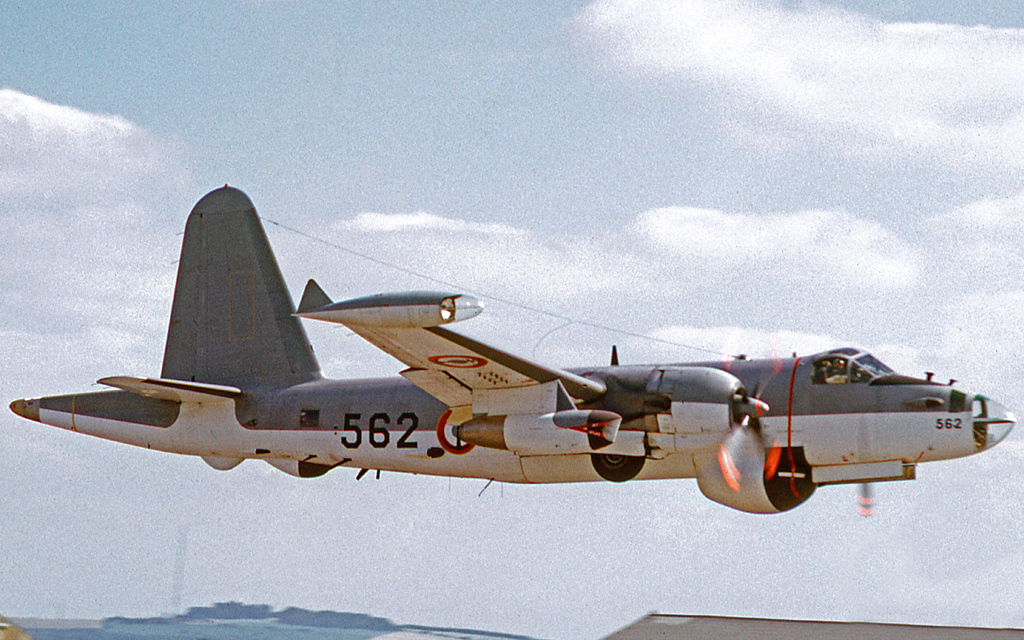
Lockheed SP-2H Neptune de la 25F en 1973

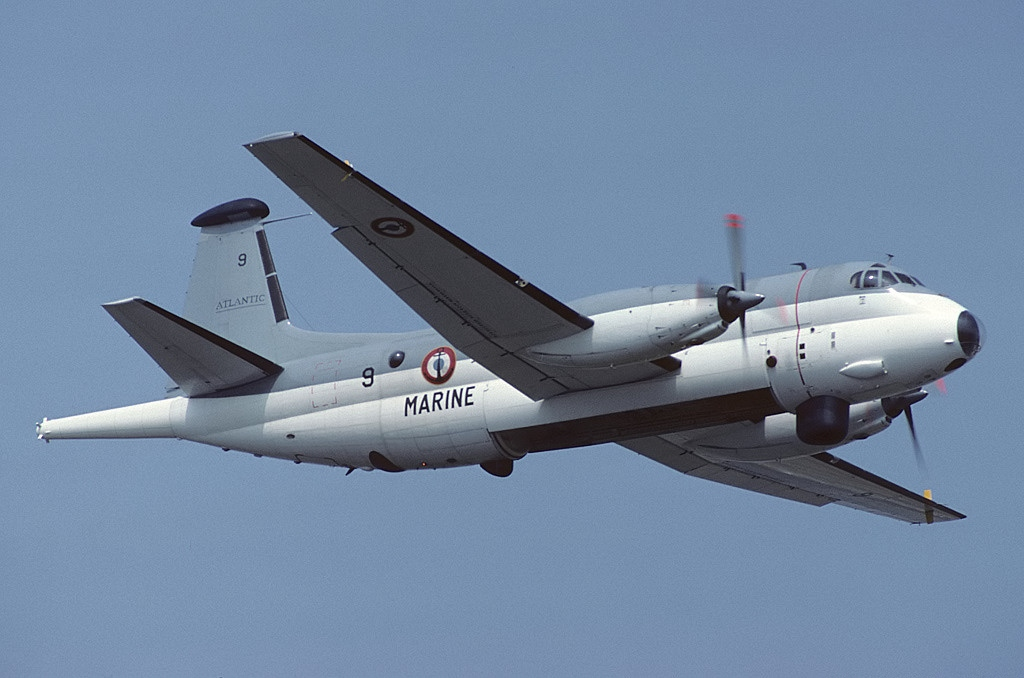
Breguet 1150 Atlantic de la 23F en 1983

À partir de 1964, la base de Lann-Bihoué acquiert le statut de base principale de l’aviation de patrouille anti-sous-marine et anti-surface de la façade atlantique, fonction assurée par la BAN Nîmes-Garons pour la façade méditerranéenne.
De 1964 à 1968, les flottilles 12F et 14F opèrent sur F-8E(FN) Crusader depuis la base.
Après 1970, une escadrille, la 2S, et quatre flottilles sont stationnées à Lann-Bihoué : la 4F, sur Breguet Alizé, les 23F et 24F, sur Breguet Atlantic, et la 25F sur Lockheed Neptune.
La fermeture de la BAN Nîmes-Garons en 2011 conduit au format actuel de Lann-Bihoué : une importante plate-forme d’où évoluent cinq flottilles, dont l’une est attachée au Groupe Aérien Embarqué, la 4F et ses Grumman E-2C Hawkeye.
La 24F, équipée de Falcon 50M, se consacre aux missions de surveillance et de secours maritime. Deux flottilles sont centrées sur la patrouille maritime, les 21F et 23F en Atlantique 2 ou ATL2.
En 2014 sur 35 000 mouvements par an, 33 % sont effectués par les aéronefs militaires, 38 % d’aéroclubs, 15 % sont des transporteurs civils et 10 % par d’autres opérateurs (Douanes, Sécurité civile).
En 2023, la BAN de Lann-Bihoué est l’une des plus grandes bases aériennes de France, et une des plus grandes d’Europe en superficie. Elle emploie 2 000 personnes, dont 350 civils, et utilise 17 aéronefs. Elle s’étend sur 800 hectares répartis entre les communes de Ploemeur, Quéven et Guidel pour une circonférence de 21 km. Sa piste principale 07/25 de catégorie C, longue de 2 400 m, est partagée avec l'aéroport civil de Lorient-Bretagne-Sud, ouverte au trafic national et international commercial. Il s'y trouve également une piste secondaire 02/20 de 1 670 m,.

## Les unités présentes actuellement sur la BAN

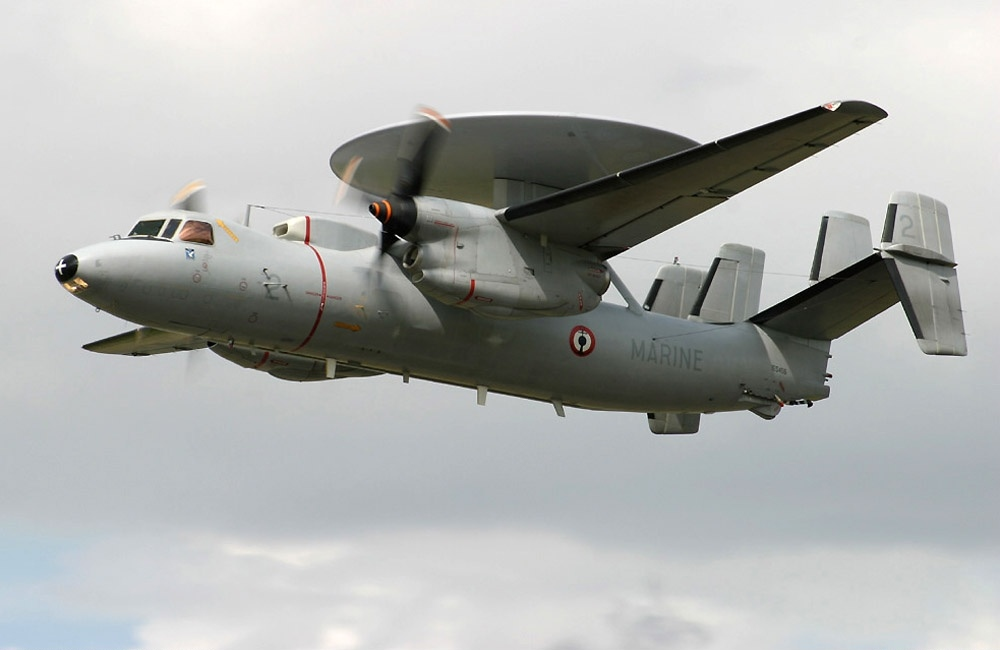
Grumman E-2C Hawkeye de la marine française

- Flottille 4F (juillet 1964-juin 1997 et depuis mars 2000) Flottille de guet aérien embarqué, équipée en 1960 du Breguet Br.1050 Alizé (février 1960 - juin 1997) , elle se dote d' E2-C Hawkeye en 2000. Missions : à partir d’un porte-avions, assurer la sûreté d’une force navale contre les menaces aériennes et de surface grâce aux capacités du Hawkeye dans la détection, l’identification lointaine, le contrôle et le guidage des avions d’interception.
- Flottille 21F (juin 1958-février 1959, et à partir de l'été 2011) et 23F (depuis janvier 1961) Flottille de patrouille maritime, équipées d'Atlantique 2. Missions : renseignement en mer et établissement de la situation tactique au profit d'une force navale, lutte anti-sous-marine et anti-surface, missions de service public. Equipée des avions suivants:
  - Lockheed P2V-6 Neptune (juillet 1953-septembre 1965)
  - Breguet Br-1150 Atlantic (décembre 1965-juin 1993)
  - Dassault Atlantique ATL2 (depuis septembre 1993)
  - Airbus A321 MPA prévu entre 2030 et 2040 dans le programme de renouvellement PATMAR.

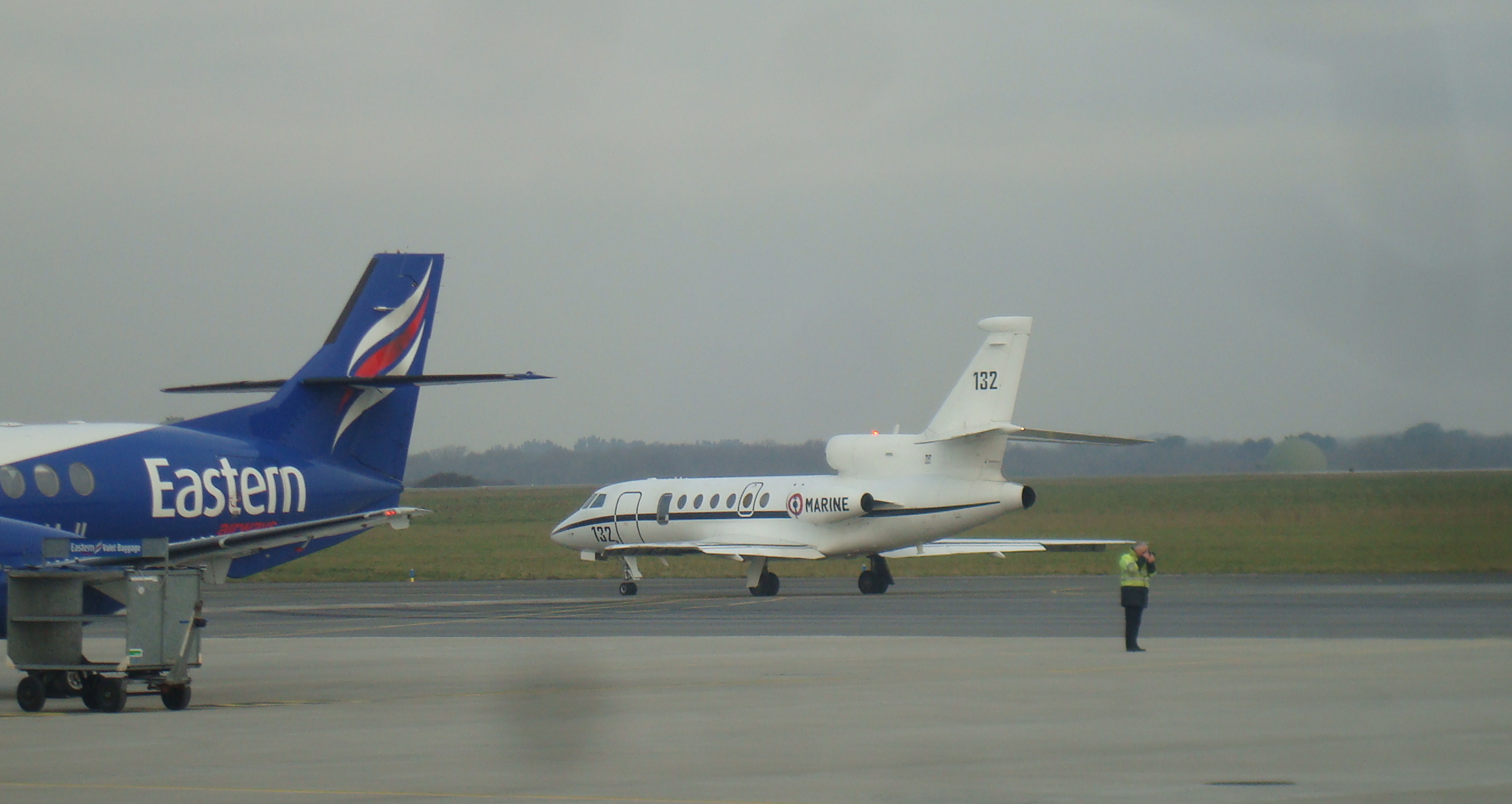
Falcon 50M de la Flottille 24F sur le tarmac de Lorient.
- Flottille 24F (juin 1952-avril 1954, octobre 1954-août 1998 et depuis mars 2000) Flottille de surveillance maritime, équipée de Falcon 50M. Missions : surveillance maritime, lutte contre le narco-trafic, recherche et sauvetage en mer. Equipée des avions suivants:
  - Avro Lancaster (octobre 1954-mars 1958)
  - Lockheed P2V-7 Neptune (mars 1958-mai 1967)
  - Breguet Br-1150 Atlantic (mai 1967-novembre 1992). Il est parfois appelé Atlantic 1. Et parfois ATL1. Vu que c'est le prédécesseur de l'ATL2.
  - Dassault Atlantique ATL2 (novembre 1992-septembre 1998)
  - Aérospatiale N262E Frégate (mars 2000-mars 2001)
  - Embraer EMB-121 Xingu (mars 2000-2010)
  - Dassault Falcon 50M (depuis mars 2000). 4 à l'origine. Le 8e et dernier Falcon 50B (gouvernementaux) modifié en Falcon 50M pour la mission de surveillance Maritime (SURMAR) a été réceptionné le 20 mars 2016[8].
  - Dassault Falcon 2000LXS Albatros qui devraient être réceptionnés courant 2026. Le premier vol a été effectué le 24 janvier 2025 à Mérignac sous l'immatriculation temporaire F-WATM.
- Flottille 28F (à partir de l'été 2010) Flottille de soutien aux forces, équipée d'Embraer EMB 121 Xingu. Missions : mise en condition opérationnelle des flottilles de l’aviation embarquée et de la patrouille maritime, soutien logistique des états-majors et des unités.

## Les unités anciennement présentes sur la BAN
- Flottille 9F sur Breguet Br.1050 Alizé (décembre 1968-juin 1972 dissolution)
- Flottille 12F sur Vought F-8(FN) Crusader (octobre 1964-juillet 1968)
- Flottille 14F sur Vought F-8(FN) Crusader (mars 1965-juillet 1968)
- Flottille 25F sur Avro Lancaster (août 1952-juillet 1958) puis Lockheed P2V-7S Neptune (juillet 1958-juillet 1983)
- Escadrille 2S sur Aérospatiale N262E Frégate et Embraer EMB-121 Xingu (avril 1955-mars 2000)
- Escadrille 12S : soutien au Centre d'Essais des Landes (CEL) de Biscarosse avec des Lockheed P2H Neptune (avril 1969-avril 1972)
- Escadrille 52S : entraînement des jeunes pilotes de bimoteurs de la Marine sur Embraer EMB-121 Xingu (septembre 1983-septembre 1997).

Les flottilles basées à la BAN sont plus particulièrement chargées de la patrouille maritime et du sauvetage en mer au moyen d'Atlantique 2 et de Falcon 50M ainsi que des bimoteurs de guet aérien embarqués E-2 Hawkeye lorsqu'ils ne se trouvent pas sur le porte-avions Charles de Gaulle.
S'y trouve également des bimoteurs Embraer EMB-121 Xingu.
La Flottille 24F, par exemple, a évidemment exploité plusieurs types d'avions au cours de son histoire.
En 2010 et 2011, à la suite de la fermeture programmée de la BAN Nîmes-Garons, les flottilles 21F et 28F gagnent la BAN Lann-Bihoué, tout comme un certain nombre d'autres entités basées à Nîmes (CENTEX PATSIMAR, École du Personnel Volant).
La BAN Lann-Bihoué comprend une compagnie de fusiliers marins, chargés de la protection et de la surveillance du site.